# Cary Middlecoff
sCary Middlecoff, född 6 januari 1921 i Halls, Tennessee, död 1 september 1998 i Memphis, Tennessee, var en amerikansk golfspelare.
Middlecoff hade en egen tandläkarmottagning som han slutade vid för att ägna sig åt golfen. Han blev professionell 1947 efter att ha vunnit amatörmästerskapen i Tennessee samt ytterligare ett par amatörsegrar. 1949 vann han fem PGA-tävlingar och 1951 vann han sex tävlingar på touren. Fram till 1961 vann han minst en tävling om året och sammanlagt 40 proffstävlingar, däribland tre majors.
Han fick avsluta sin karriär 1961 på grund av dålig rygg och sina problem med yips (skakningar i handlederna). Efter sin karriär fick han ett gott rykte som en av de bästa tidiga tv-kommentatorerna vid golfsändningar.
Han valdes in i World Golf Hall of Fame 1986.

## Majorsegrar
- 1949 US Open
- 1955 The Masters Tournament
- 1956 US Open